# Saaftingepolders
De Saaftingepolders vormen een complex van betrekkelijk recente polders dat zich bevindt in het uiterste oosten van Oost-Zeeuws-Vlaanderen. Het betreft indijkingen van delen van het Verdronken Land van Saeftinghe. Vaak waren telgen uit het Huis Arenberg bij deze indijkingen betrokken.
De Saaftingepolders omvatten:
- Saeftingepolder
- Louisapolder
- Prosperpolder
- Van Alsteinpolder
- Koningin Emmapolder
- Hertogin Hedwigepolder

Sommige van deze polders liggen deels in België.
Burghpolder · Clinge- en Kieldrechtpolders · Clingepolder · Dullaertpolder · Eekenissepolder · Graauwsche Polders · Havenpolder · Hertogin Hedwigepolder · Hoof- en Molenpolder · Hooglandpolder · Kieldrechtpolders · Kievitpolder · Kleine Molenpolder · Koningin Emmapolder · Langendampolder · Louisapolder · Mariapolder (Hulst) · Melopolder · Mispadpolder · Molenpolder (Hulst) · Nijspolder · Noordhofpolder · Oude Graauwpolder · Oudelandpolder · Polders tussen Lamswaarde en Hulst · Polders van Hontenisse en Ossenisse · Saaftingepolders · Saeftingepolder · Ser-Pauluspolder · Stoofpolder · Van Alsteinpolder · Vitshoek · Willem-Hendrikspolder · Zandpolder · Zoutepolder